# 顾杏卿

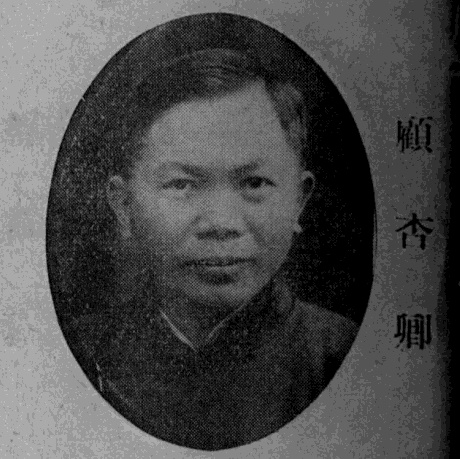
顧杏卿

顾杏卿（Gu Xingqing) （页面存档备份，存于） 男 1893？--1986-07-06 上海闸北区西宝兴路顾家宅（原宝山县顾村）人。出生于一个裁缝家庭。有两次婚姻：励宝妹（育一子一女），郑兆英（育一子）。民革党员。1917年曾作为翻译参加第 一次世界大战华工团（Chinese Labour Corps.) （页面存档备份，存于）， 后前往美国西北大学留学。回国后任开滦矿务局会计主任、江苏财政厅视察、中华职业学校英语教师、重庆中央政治学院教授、中央银行经济研究处编纂兼新闻联络委员会英文秘书，解放后任军委工程学院、上海外语学院英文教授。
著有《欧战工作回忆录》（1938年商务印书馆三版），被认为是唯一一本记录中国人参加第一次世界大战的著作。其就著作范围内的记录，被认为真实可靠。